# Теребаевское сельское поселение
Теребаевское сельское поселение — упразднённое сельское поселение в составе Никольского района Вологодской области.
Центр — деревня Теребаево.
Население по данным переписи 2010 года — 831 человек, оценка на 1 января 2012 года — 795 человек.
Образовано 1 января 2006 года в соответствии с Федеральным законом № 131 «Об общих принципах организации местного самоуправления в Российской Федерации».
В состав сельского поселения вошёл Теребаевский сельсовет.
Законом Вологодской области от 25 июня 2015 года № 3690-ОЗ, Байдаровское, Вахневское, Нигинское и Теребаевское сельские поселения были преобразованы, путём их объединения, в сельское поселение Никольское с административным центром в городе Никольске.
Располагалось на севере района. Граничило:
- на западе с Вахневским и Нигинским сельскими поселениями,
- на юге с Краснополянским сельским поселением,
- на юго-востоке с Байдаровским сельским поселением,
- на северо-востоке с Кичменгским сельским поселением Кичменгско-Городецкого района.

## Населённые пункты
В 1999 году был утверждён список населённых пунктов Вологодской области. С тех пор состав Теребаевского сельсовета не изменялся.
В состав сельского поселения входило 17 населённых пунктов, в том числе
14 деревень,
2 починка,
1 село.
| Населённый пункт    | ОКАТО          | Рег. номер | Расстояние до районного центра, км | Расстояние до центра поселения, км | Индекс | Координаты                      |
| ------------------- | -------------- | ---------- | ---------------------------------- | ---------------------------------- | ------ | ------------------------------- |
| деревня Вырыпаево   | 19 234 868 002 | 5099       | 20                                 | 1                                  | 161460 | 59°40′45″ с. ш. 45°21′36″ в. д. |
| починок Гагарин     | 19 234 868 003 | 5100       | 13                                 | 5                                  | 161460 | 59°39′11″ с. ш. 45°22′49″ в. д. |
| деревня Гужово      | 19 234 868 004 | 5101       | 20                                 | 1                                  | 161460 | 59°43′00″ с. ш. 45°24′07″ в. д. |
| деревня Иваково     | 19 234 868 005 | 5102       | 31                                 | 13                                 | 161463 | 59°45′28″ с. ш. 45°23′49″ в. д. |
| деревня Калинино    | 19 234 868 006 | 5103       | 24                                 | 7                                  | 161463 | 59°45′38″ с. ш. 45°20′12″ в. д. |
| село Кипшеньга      | 19 234 868 001 | 5098       | 18                                 | —                                  | 161460 | 59°41′40″ с. ш. 45°21′39″ в. д. |
| деревня Ковригино   | 19 234 868 007 | 5104       | 28                                 | 11                                 | 161463 | 59°45′06″ с. ш. 45°24′15″ в. д. |
| деревня Кузнецово   | 19 234 868 008 | 5105       | 19                                 | 1                                  | 161460 | 59°42′43″ с. ш. 45°23′49″ в. д. |
| деревня Мякишево    | 19 234 868 009 | 5106       | 18                                 | —                                  | 161460 | 59°42′13″ с. ш. 45°22′07″ в. д. |
| деревня Нагавицино  | 19 234 868 010 | 5107       | 26                                 | 9                                  | 161463 | 59°46′52″ с. ш. 45°20′43″ в. д. |
| деревня Подол       | 19 234 868 011 | 5108       | 20                                 | 1                                  | 161460 | 59°41′11″ с. ш. 45°21′00″ в. д. |
| деревня Подольская  | 19 234 868 012 | 5109       | 27                                 | 9                                  | 161463 | 59°46′08″ с. ш. 45°19′13″ в. д. |
| починок Степшинский | 19 234 868 013 | 5111       | 30                                 | 14                                 | 161463 | 59°48′43″ с. ш. 45°20′08″ в. д. |
| деревня Тарасово    | 19 234 868 014 | 5110       | 20                                 | 1                                  | 161460 | 59°42′18″ с. ш. 45°20′11″ в. д. |
| деревня Теребаево   | 19 234 868 015 | 5097       | 18                                 | —                                  | 161460 | 59°42′29″ с. ш. 45°21′46″ в. д. |
| деревня Филиппово   | 19 234 868 016 | 5112       | 20                                 | 1                                  | 161460 | 59°42′26″ с. ш. 45°24′39″ в. д. |
| деревня Челпаново   | 19 234 868 017 | 5113       | 27                                 | 11                                 | 161463 | 59°46′09″ с. ш. 45°17′59″ в. д. |